# دیفنباخر

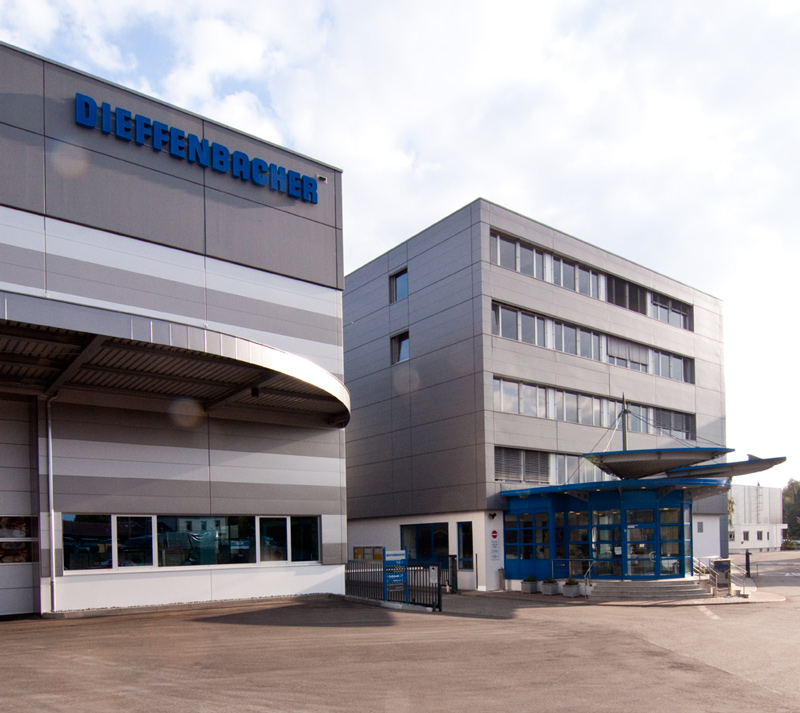
ساختمان مرکزی شرکت دیفنباخر

دیفنباخر (انگلیسی: Dieffenbacher) شرکت صنایع سنگین آلمانی است، که در سال ۱۸۷۳ تأسیس شد.